# Эль-Асир (горная цепь)

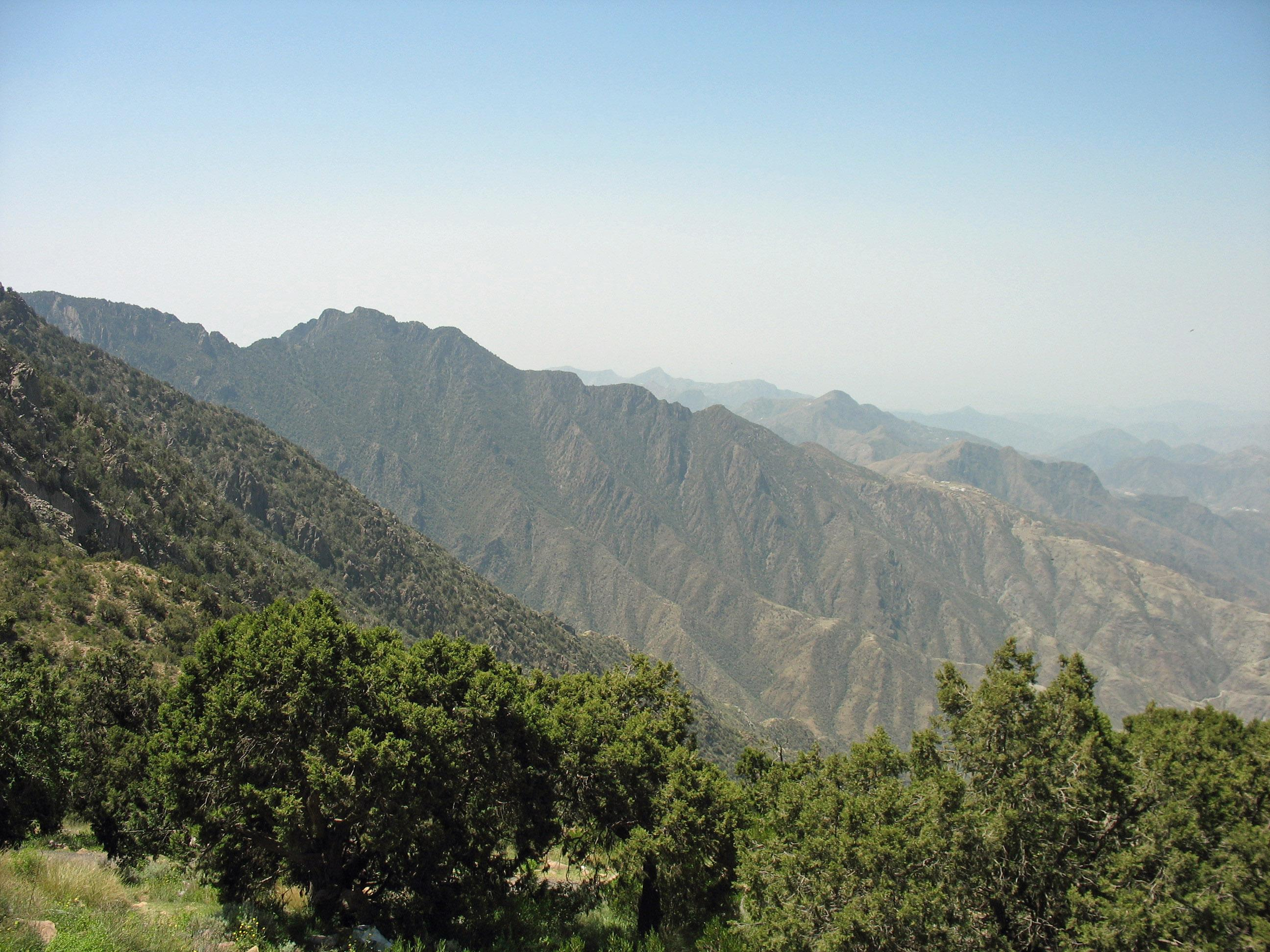
Джабаль-Сауда — высочайшая вершина Саудовской Аравии

Эль-Асир (араб. عسير‎) — горная цепь на территории одноимённого административного округа в юго-западной части Саудовской Аравии, прилегающая к восточному побережью Красного моря. Простирается до границы с Йеменом.
Площадь горной цепи составляет 100 тыс. км². В районе эль-Асира расположен ряд равнин и вади.
Горы образованы осадочными породами: известняками, песчаниками и глинистыми сланцами, образовавшимися в юрский, меловой и иалеогеновый периоды из гранитных пород криптозоя.
Ежегодно в эль-Асире выпадает наибольшее на территории Саудовской Аравии количество атмосферных осадков (600—1000 мм рт. ст.), что обуславливается наличием там сезона дождей. На равнинах, расположенных в восточной части эль-Асира, количество атмосферных осадков составляет 100—500 мм рт. ст.
На обрывистых горных склонах выращиваются пшеница, кофе, хлопок, индиго, имбирь, различного рода овощи, а также произрастают пальмы. На них разводится преимущественно крупный рогатый скот (овцы, козлы) и верблюды. В горах обитает находящийся под угрозой исчезновения южноаравийский леопард.
Благодаря довольно сложному рельефу эль-Асира отсутствует какая бы то ни было угроза для флоры и фауны. Во второй половине XX века на территории гор был открыт ряд ранее неизвестных слизевиков-микромицетов.